# 山下憲一
山下 憲一（やました けんいち、12月20日 - ）は、日本の脚本家。福岡県北九州市出身。

## 参加作品

### テレビアニメ
2004年
- リリパット王国（脚本）
- 冒険王ビィト（脚本、全52話中9本執筆）

2005年
- アイシールド21（脚本、全145話中5本執筆）
- 冒険王ビィト エクセリオン（脚本、全25話中5本執筆）
- 銀牙伝説WEED（脚本、全26話中5本執筆）

2006年
- ワンワンセレプー それゆけ!徹之進（脚本、全51話中5本執筆）
- アクビガール（脚本、全26話中10本執筆）
- ふたりはプリキュア Splash Star（脚本、全49話中9本執筆）

2007年
- Yes!プリキュア5（脚本、全49話中7本執筆）
- 鋼鉄三国志（脚本、全26話中4本執筆）
- 優しさと感動のこだま（脚本）

2008年
- ネオ アンジェリーク Abyss（脚本、全13話中3本執筆）
- ネオ アンジェリーク Abyss -Second Age-（脚本、全13話中2本執筆）
- Yes!プリキュア5GoGo!（脚本、全48話中6本執筆）
- マッハガール（脚本）
- TYTANIA -タイタニア-（脚本、全26話中6本執筆）
- 遊☆戯☆王5D's（脚本、全154話中11本執筆）

2009年
- フレッシュプリキュア!（脚本、全50話中8本執筆）
- 夢色パティシエール（脚本、全50話中8本執筆）
- ローズオニールキューピー（脚本）

2010年
- 夢色パティシエール SPプロフェッショナル（脚本、全13話中3本執筆）

2011年
- 遊☆戯☆王ZEXAL（脚本、全73話中5本執筆）

2012年
- 銀河へキックオフ!!（脚本、全39話中9本執筆）
- 宇宙兄弟（脚本、全99話中14本執筆〈うち2本は小山宙哉との共同〉）

2013年
- 石田とあさくら（シリーズ構成・脚本、全12話執筆）
- 血液型くん!（シリーズ構成・シナリオ、全12話執筆）
- 探検ドリランド -1000年の真宝-（脚本、全51話中13本執筆）

2014年
- みんな集まれ!ファルコム学園（シリーズ構成・脚本、全13話執筆）
- ヒーローバンク（脚本、全51話中10本執筆）
- マジンボーン（脚本、全52話中12本執筆）

2015年
- みんな集まれ!ファルコム学園SC（シリーズ構成・脚本、全13話執筆）
- 血液型くん!2（シリーズ構成・シナリオ、全13話中9本執筆）
- デュエル・マスターズ VSR（脚本、6本執筆）
- 実は私は（シリーズ構成・脚本、全13話中7本執筆）
- 血液型くん!3（シリーズ構成・シナリオ、全12話中6本執筆）

2016年
- 血液型くん!4（シリーズ構成・シナリオ、全12話中7本執筆）
- 魔法つかいプリキュア!（脚本、全50話中8本執筆）
- D.Gray-man HALLOW（脚本、全13話中6話執筆）
- ぴったんこ！ねこざかな（きんだーてれび内、脚本）

2017年
- 武装少女マキャヴェリズム（脚本、全12話中4話執筆）
- ROBOMASTERS THE ANIMATED SERIES（シリーズ構成・脚本、全6話執筆）
- ナナマル サンバツ（脚本、全12話中3話執筆）
- アニメガタリズ（脚本、全12話中3話執筆）
- ドラゴンボール超（脚本、全131話中2話執筆）

2018年
- スロウスタート（脚本、全12話中2話執筆）
- 新幹線変形ロボ シンカリオン（脚本）
- メジャーセカンド（脚本、全25話中6話執筆）
- パズドラ（脚本）
- 京都寺町三条のホームズ（シリーズ構成・脚本）
- ソラとウミのアイダ（脚本、全12話中4話執筆）

2019年
- 可愛ければ変態でも好きになってくれますか?（シリーズ構成）
- あひるの空（脚本）
- 神田川JET GIRLS（脚本）

2020年
- ネコぱら（脚本）
- バイトチョイカー（シナリオ）※YAMASHITA KENICHI名義。
- デジモンアドベンチャー:（脚本）

2021年
- 新幹線変形ロボ シンカリオンZ（脚本）
- 爆丸ジオガンライジング（脚本）

2023年
- HIGH CARD（脚本）
- MFゴースト（シリーズ構成・脚本）
- ノケモノたちの夜（シリーズ構成・脚本）
- ダークギャザリング（脚本）

2024年
- 変人のサラダボウル（シリーズ構成・脚本〈平坂読との共同〉）
- シンカリオン チェンジ ザ ワールド（脚本）
- 結婚するって、本当ですか（脚本）
- 合コンに行ったら女がいなかった話（脚本）
- BEYBLADE X（脚本）
- 科学×冒険サバイバル!（脚本）

### 劇場アニメ
2008年
- ちょ〜短編 プリキュアオールスターズ GoGoドリームライブ

2017年
- ちゃらんぽ島（ランド）の冒険（あにめたまご2017、脚本）